# Michael Aldridge
Michael William ffolliott Aldridge, född 9 september 1920 i Glastonbury, Somerset, England, död 10 januari 1994 i Greenwich, London, var en brittisk skådespelare. Aldridge är troligen främst känd för att ha spelat Seymour i tv-serien Last of the Summer Wine och professorn i Narnia: Häxan och lejonet. Han hade en lång karriär som karaktärsskådespelare, både på scen och film, ända sedan 1930-talet.

## Filmografi i urval
- Murder in the Cathedral (1952)
- Shetlands-Larsen (1954)
- Life for Ruth (1962)
- Chimes at Midnight (1965)
- Förnuft och känsla (1971)
- Follow Me! (1972)
- Tinker Tailor Soldier Spy (1979)
- A Voyage Round My Father (1982) (TV)
- Bullshot (1983)
- Mussolini: The Untold Story (1985)
- Murder by the Book (1986)
- Yes Prime Minister (1986) (TV)
- Ursäkta, vad är klockan? (1986)
- Shanghai Surprise (1986)
- Narnia: Häxan och lejonet (1988)
- Kommissarie Morse (1989)
- Countdown to War (1989)
- Last of the Summer Wine (1986–1990) (TV)